# Vườn quốc gia Wolchulsan
Vườn quốc gia Wolchulsan nằm ở tỉnh Nam Jeolla, Hàn Quốc. Khu vực này trở thành một vườn quốc gia lần đầu tiên vào năm 1988, đây là vườn quốc gia nhỏ nhất ở Hàn Quốc với diện tích chỉ là 41,9 km².
Tên của vườn quốc gia này được đặt theo Wolchulsan, hay núi Wolchul ở các huyện Gangjin và Yeongam. Đỉnh núi này, Chonwhangbong, cao 808,7 m. Trong vườn quốc gia này có ba quốc bảo và một số di vật văn hóa.

## Các điểm tham quan trong vườn quốc gia này
- Chùa Dogabsa, di sản quốc gia Hàn Quốc #50.
- Tượng Phật ngồi Wolchulsan, di sản quốc gia Hàn Quốc #144, cao 8,6 m.
- Công viên điêu khắc Wolchulsan, trên diện tích khoảng 5000m2 đất.
- "Cầu Vân" (구름다리) cầu treo cao 52 m và dài 120 m.